# SoFi стадион
SoFi стадион (енгл. SoFi Stadium) је спортски и забавни стадион на отвореном и затвореном са 70.240 седишта у предграђу округа Лос Анђелес, Инглвуду. SoFi стадион заузима некадашњу локацију тркачке стазе Холивуд парк.
Отворен у септембру 2020., стадион са фиксним кровом дом је Лос Анђелес рамса и Лос Анђелес чарџерса из Националне фудбалске лиге (НФЛ), као и годишњег ЛА боула у колеџ фудбалу. Стадион је био домаћин Супербола LVI 13. фебруара 2022, националног првенства у колеџ фудбалу плеј-офа 9. јануара 2023. итд. Планирано је да буде домаћин осам мечева током Светског првенства 2026., Супербол LXI 2027. године и церемоније отварања и пливачких догађаја за Летње олимпијске игре 2028.
Комплекс стадиона је саставни део Холивуд парка, мастер планираног насеља у изградњи на месту некадашње тркачке стазе. Казино Холливоод Парк поново је отворен у новој згради на имању у октобру 2016. године, поставши прва установа која је отворена.  Стадион SoFi је један од два стадиона које тренутно деле пар НФЛ тимова, а други је стадион Метлајф у Ист Радерфорду, који деле Њујорк џајантси и Њујорк џетси. То је први стадионски комплекс ван градског подручја Њујорка који истовремено угошћује два НФЛ тима; остала три од спајања АФЛ-а и НФЛ-а 1970. били су стадион Ши, стадион Џајантса и стадион Метлајф. То је четврти стадионски комплекс у Великом Лос Анђелесу који дели више од једног тима из исте лиге. Остала места су била Crypto.com арена, која је била домаћин оба тима градске Националне кошаркашке асоцијације (НБА), Лос Анђелес Лејкерсе и Лос Анђелес Клиперсе, од 1999. до 2024. године; Хоум дипо центар, који је дом ФК Лос Анђелес галакси из МЛС  и сада непостојећег Чиваса САД од 2005. до 2014.; и стадион Доџер, који су делили Лос Анђелес доџерси из МЛБ и Лос Анђелес ејнџелси од 1962. до 1965.

## Дизајн
SoFi стадион се састоји од самог стадиона, пешачког трга и места за извођење. Изнад стадиона је независно подупрта прозирна надстрешница која покрива сам стадион, суседни пешачки трг и приложено место за извођење. Надстрешница од милион квадратних стопа састоји се од 302 ЕТФЕ панела, од којих се 46 може отворити како би се обезбедила вентилација, подржана кабловском мрежом.  Надстрешница има 27.000 уграђених ЛЕД пакова, који могу да приказују слике и видео који се такође могу видети из авиона који лете на међународни аеродром у Лос Анђелесу.  Зграда стадиона има отворене стране и прима 70.240 гледалаца за већину догађаја, са могућношћу проширења за 30.000 места за веће догађаје.  Упркос крову, отворене стране стадиона и даље га чине подложним муњевитим кашњењима, са првим таквим кашњењем у НФЛ утакмици између Чарџерса и Лас Вегас рејдерса 4. октобра 2021.  Стадион и центар за перформансе сматрају се одвојеним објектима под једним кровом. 
Још једна компонента дизајна стадиона је Самсунг Infinity Screen, овуларна, двострана 4К ХДР видео плоча, прва те врсте, која је виси са крова изнад терена. Раније позната као "Oculus" пре промене имена, структура је тешка 10000 тона и приказује 80 милиона пиксела.    Infinity Screen такође садржи аудио систем стадиона са 260 звучника, као и 56 5Г бежичних антена. 
Спортови на отвореном у Калифорнији се обично играју на трави због изузетно повољне климе у држави. Међутим, травнати терен је веома тешко одржавати на прихватљивом стандарду када га користи више од једног фудбалског тима. Пошто је SoFi стадион од самог почетка био намењен да га користе два НФЛ тима, дизајнери су одлучили да не постављају природну површину за игру.

### Награде
SoFi стадион је освојио бројне индустријске награде за свој дизајн, укључујући, али не ограничавајући се на:
- „Стадион године“ у награди жирија StadiumDB-а. [13]
- „Изванредан архитектонски инжењерски пројекат“ из 2021. од стране Америчког друштва грађевинских инжењера . [14]

## Историја

### Дискусије о локацији
На локацији стадиона се раније налазио Холивуд парк, касније продат и назван Бетфер Холивуд парк, који је био чистокрвна тркачка стаза за коње од 1938. до затварања због трка и тренинга у децембру 2013. Већина комплекса је срушена 2014. године како би се отворила нова градња, а остатак је срушен крајем 2016. након што се казино Холивуд Парк, који је остао отворен након затварања саме стазе, преселио у нову зграду. Садашњи стадион није био први стадион предложен за ту локацију. Ово место је скоро било дом НФЛ стадиона две деценије раније. У мају 1995. године, након одласка Ремса у Сент Луис, власници тимова Националне фудбалске лиге одобрили су, са 27-1 гласом и два уздржана, резолуцију којом се подржава план изградње приватно финансираног стадиона од 200 милиона долара на имању у власништву од Холивуд парка за Лос Анђелес рејдерсе. Ал Дејвис, који је тада био власник Рејдерса, одбио је и одбио договор због одредбе да би морао да прихвати други тим на стадиону. 
Лос Анђелес тајмс је 31. јануара 2014. известио да је Стан Кроенке купио земљиште 60 ари земље северно од локације Холивуд парка у области коју је Национална фудбалска лига у прошлости проучавала за предлог Рејдерса из 1995. и коју је лига у једном тренутку покушала да купи.   Ово је одмах покренуло спекулације о томе какве су Кроенкеове намере за локацију: након што су бивши власници Холивуд парка одустали од добијања НФЛ стадиона за локацију средином 2000-их, он је продат и планирано је да буде Волмарт; међутим 2014., већина спекулација је била усредсређена на локацију као могућу локацију за стадион или објекат за обуку Рамса.  Комесар НФЛ-а Роџер Гудел је рекао да је Кроенке обавестио лигу о куповини. Као власник НФЛ-а, свака куповина земље на којој би се могао изградити потенцијални стадион мора бити откривена лиги. О спекулацијама о повратку Рамса у свој дом од скоро педесет година већ се расправљало када је Кроенке био један од финалиста у надметању за власништво над Лос Анђелес доџерсима, али су се спекулације повећале када су се појавиле вести да власник Рамса има могућу локацију за стадион у руци.  
Прошла је скоро година без речи од Кроенкеа о његовим намерама за земљиште, јер никада није успео да се обрати медијима из Ст. Луиса, или Hollywood Park Land Company, о томе за шта би то место могло да се користи. Било је, међутим, спекулација о будућности франшизе Рамса све док није објављено да Национална фудбалска лига неће дозволити било какво пресељење франшизе за сезону 2015. 
Дана 5. јануара 2015, Stockbridge Capital Group, власници компаније Hollywood Park Land Company, објавили су да се удружили са Kroenke Sports & Entertainment како би додали 60 ари парцеле на северу као остатак развојног пројекта и изградити вишенаменски стадион од 70.240 седишта.     Пројекат би укључивао стадион и простор за уметничке перформансе придружен стадиону са до 6.000 места. Раније одобрени развој Холивуд парка је реконфигурисан тако да одговара стадиону и укључује планове за до 84.000 м2 малопродаје, 74.000 м2 пословног, 2.500 нових стамбених јединица, луксузни хотел са преко 300 соба, 25 ари јавних паркова, игралишта, отвореног простора, језера и пешачког, бициклистичког и јавног саобраћаја за будуће услуге.   Градско веће Инглвуда је 24. фебруара 2015. одобрило планове са 5:0 једногласно да се комбинују 60 ари земљишта са већим развојем Холивуд парка и резонирање подручја како би се укључиле спортске и забавне могућности. Ово је у суштини отворило пут програмерима да почну изградњу на локацији како је планирано у децембру 2015.   
Почетком фебруара 2015. објављено је да се „земља помера“ и да се локација оцењује у припреми за изградњу која ће почети касније током године. 
Пројекат се директно надметао са супарничким предлогом. Дана 19. фебруара 2015. године, Оукланд рејдерси и Сан Дијего чарџерси објавили су планове за приватно финансиран стадион вредан 1,85 милијарди долара који би два тима изградила у Карсону ако би се преселили на тржиште Лос Анђелеса.  Пројекат је, као и пројекат Инглвуд, такође одобрен да крене напред и одобрен за развој.  Ова два пројекта провела су остатак 2015. године борећи се за право да их НФЛ одобри. 

### Изградња
НФЛ је 12. јануара 2016. одобрио предлог Инглвуда и релокацију Рамса у Лос Анђелес, 30–2, због ривалског предлога.  Федерална управа за ваздухопловство је 19. октобра 2016. утврдила да је 34 м висока ротирајућа бушилица ЛБ 44 не би представљала опасност за ваздушну навигацију, па је одобрила први од неколико комада тешке опреме који ће се користити током изградње. Федерална управа за ваздухопловство је прегледала дизајн стадиона више од годину дана због забринутости о томе како ће структура бити у интеракцији са радаром на оближњем међународном аеродрому у Лос Анђелесу .  Дана 16. децембра 2016, објављено је да је ФАА одбила да изда дозволе за дизалице потребне за изградњу структуре. „Нећемо процењивати ниједну апликацију за дизалице док се не разреше наше бриге око целокупног пројекта“, рекао је портпарол ФАА Иан Грегор.  ФАА је раније препоручила изградњу стадиона на другом месту због ризика који представља ЛАКС – што је одраз забринутости бившег секретара за унутрашњу безбедност Сједињених Држава Том Риџа.  Рамси су 17. новембра 2016. одржали церемонију изградње темеља на месту стадиона. На церемонији су учествовали комесар НФЛ-а Роџер Гудел и власник Ремса Стен Кроенке.   ФАА је 23. децембра 2016. одобрила велике грађевинске дизалице за изградњу стадиона. 
Дана 18. маја 2017. програмери су објавили да је рекордна количина падавина у тој области одложила завршетак и отварање стадиона од 2019. до сезоне НФЛ-а 2020.   8. августа 2017. у Плаја Висти је отворен LA Stadium Premiere Center, са интерактивним мултимедијалним екранима и моделима који приказују дизајн и карактеристике новог стадиона (са посебним фокусом на потенцијалне купце премијум апартмана и седишта у објекту).  
У марту 2018., НФЛ је најавио да ће преселити своју медијску јединицу (која управља интерним медијским јединицама НФЛ-а, укључујући НФЛ мрежу, дигитална својства и NFL Films између осталих јединица) из Калвер Ситија до новог објекта у близини стадиона у оквиру Холивуд парка, укључујући студио који може да угости публику, као и студио на отвореном. Нови објекат је завршен 2021. 26. јуна 2018. свечано је надограђен нови стадион.
Од августа 2019, годину дана пре планираног отварања, главни оперативни директор Рамса Кевин Демоф изјавио је да је изграђено 75 одсто стадиона. 

### Отказани или одложени догађаји отварања, први догађаји
Цела предсезона НФЛ-а је такође отказана; Рамси су одржали први тренинг на стадиону 22. августа 2020.  Чарџери и Рамси су 25. августа објавили да ће се све утакмице на стадиону одржавати иза затворених врата „до даљег”.  Званична церемонија пресецања врпце одржана је 8. септембра, уочи њеног првог НФЛ догађаја 13. септембра—на коме су Рамси угостили и победили Далас каубојсе са 20–17 у првој утакмици у недељу увече у сезони.   Чарџерси би имали прву утакмицу на стадиону недељу дана касније, иако би пали од Канзас Сити чифса 23–20. Прво атлетско такмичење са присутним гледаоцима одиграло се 15. маја 2021. године, када је ЛА Гилтинис победио Јуту Вориорсе, резултатом 38–27, у рагби мечу Главне лиге пред 4.880 гледалаца.   Лос Анђелес рамси су угостили Чикаго берси на првој утакмици регуларне сезоне НФЛ-а на стадиону са навијачима 12. септембра 2021, победивши Рамсе резултатом 34–14 пред публиком од 70.445. Недељу дана касније, Лос Анђелес чарџерси су одржали своју прву утакмицу регуларне сезоне на стадиону уз присуство навијача, иако су пали од Далас каубојса са 20–17 пред публиком од 70.240.

## Именовање
Дана 15. септембра 2019. године, објављено је да је компанија за финансијске услуге SoFi из Сан Франциска стекла права на име новог стадиона у оквиру 20-годишњег уговора у вредности од преко 30 долара милиона годишње, рекорд за сва права на именовање за спортско место.  Компанија је постала званични партнер и Рамса и Цхаргерса, као и партнер места за извођење и околног забавног округа. 
Покривени отворени простор раније познат као Champions Plaza између терена за игру и места за извођење у оквиру стадиона званично је назван Американ ерлајнс Плаза, пошто авио-компанија има чвориште у оближњем ЛАКС-у. Авио-компанија је 6. августа 2019. именована за првог оснивача. 
Место за културна дешавања је званично названо Јутјуб театар (компанија се налази у Сан Бруну) 28. јуна 2021. 
За Светско првенство у фудбалу 2026. стадион ће бити привремено преименован у „Лос Анђелес стадион у Холивуд парку“ у складу са ФИФА-ином политиком о именима које спонзорише предузећа.  Исто тако, за Летње олимпијске игре 2028., стадион ће бити привремено преименован за време трајања Игара.

## Финансирање
Стадион је изграђен приватно,  али од 2015. инвеститор је тражио значајне пореске олакшице од Инглвуда. 
На почетку изградње, цена стадиона је процењена на 2,66 милијарди долара. Али интерни документи лиге, које је припремио НФЛ у марту 2018., указују на потребу да се горња граница дуга за стадион и објекат подигне на укупно 4.963 милијарди долара, што га чини далеко најскупљим спортским објектом икада изграђеним. Власници тимова гласали су за одобрење ове нове горње границе дуга на састанку истог месеца.  У мају 2020. још 500 милиона долара кредита одобрили су НФЛ и власници.  Тренутно је најскупљи стадион на свету са ценом од 5,5 милијарди долара. 

## Главни догађаји

### Фудбал
SoFi стадион је био домаћин клупског пријатељског дуела 3. августа 2022. између два фудбалска клуба из Велике лиге из Лос Анђелеса и два Лига MXклуба из Мексика: Лос Анђелес галакси је победио Гвадалахару са 2–0; и ФК Лос Анђелес су изгубили у извођењу пенала против ФК Клуб Америка. Догађај је био распродат и био је део изложбе Лига купа.  

#### Светско првенство у фудбалу 2026.
Локалну понуду за Лос Анђелес на Светском првенству у фудбалу 2026. организовала су приватна предузећа предвођена АЕГ-ом уз помоћ Окружне комисије за спорт и забаву Лос Анђелеса, ФК Лос Анђелес, ФК Лос Анђелес галакси и стадиона Роуз боул. Градско веће Лос Анђелеса одобрило је понуду након што су приватна предузећа показала подршку и понудила да плате трошкове вођења.  SoFi стадион првобитно није изабран као место за надметање у победничкој понуди Канада–Мексико–Сједињене Државе јер је организациони комитет изоставио неизграђена места из својих коначних процена.  Америчку кандидатуру за домаћина Светског првенства одабрала је ФИФА 13. јуна 2018.  и SoFi стадион ће бити домаћин више мечева током турнира.  Стадион SoFi је једно од шеснаест места за одржавање утакмица. То је такође један од једанаест америчких локација које се користе и једно је од две локације у Калифорнији које ће бити домаћини утакмица, а друго је стадион Ливајс у области залива Сан Франциска.
Стадиону недостаје фудбалски терен због његове уске ширине, што су критиковали званичници ФИФА. Да би се задовољили захтеви ФИФА, неколико седишта на нивоу терена би било уклоњено, а површина травњака би замењена травнатим тереном.   У септембру 2023. Стен Кроенке је запретио да ће повући домаћине са стадиона док се не реши спор око поделе прихода између њега и ФИФА, иако је у јануару 2024. потврђено да ће стадион и даље бити домаћин утакмица. Дана 4. фебруара 2024. објављено је да ће стадион бити домаћин првенствене утакмице за Сједињене Америчке Државе 12. јуна 2026., као и њиховог трећег меча у групи 25. јуна 2026. SoFi стадион ће бити домаћин осам утакмица: пет утакмица групне фазе, два меча осмине финала и меч четвртфинала. 

### Летње олимпијске игре 2028.
SoFi стадион (који ће, према претходном преседану, бити преименован за време трајања Игара у складу са правилима спонзорства) биће домаћин церемонија отварања и затварања Летњих олимпијских и параолимпијских игара 2028. (са организаторима који предлажу подељени формат за Олимпијске игре који би такође укључивао Меморијални колосеум Лос Анђелеса). 
Стадион ће бити домаћин пливачких такмичења са планираном конфигурацијом за 38.000 гледалаца, што га чини највећим пливачким местом у историји Игара. Базен ће бити изграђен пре церемоније отварања и покривен инсценацијом. Да би се олакшао процес реконфигурације након церемоније отварања, пливање ће се углавном одвијати током друге недеље Игара, а не прве, као што је традиционално.   Као део њиховог планирања, стадион је послао тим да прегледа како је још један НФЛ стадион – стадион Лукас Оил – успешно инсталирао базен за домаћина америчких олимпијских пливачких трибина 2024. 

## Холивуд парк
Стадион и суседни Лејк Парк су централни део Холивуд парка, забавног комплекса и мастер планираног кварта названог по некадашњој стази за трке коња која се налазила на том месту. Холивудски парк се састоји од преко 790.000 м2 који ће се користити за канцеларијски простор и стамбене зграде, биоскоп Cinepolis са 12 екрана, плесне сале, отворене просторе за програме у заједници, малопродају, фитнес центар, луксузни хотел, пивару, ресторане и шопинг на отвореном и забавни комплекс.  У близини стадиона је вештачко језеро колоквијално познато као Риверс,     са водопадом и фонтаном. Јутјуб театар, који прима 6.000 места, налази се испод југоисточног угла надстрешнице стадиона. 